# Ponera exotica
Ponera exotica är en myrart som beskrevs av Smith 1962. Ponera exotica ingår i släktet Ponera och familjen myror. Inga underarter finns listade i Catalogue of Life.

## Bildgalleri

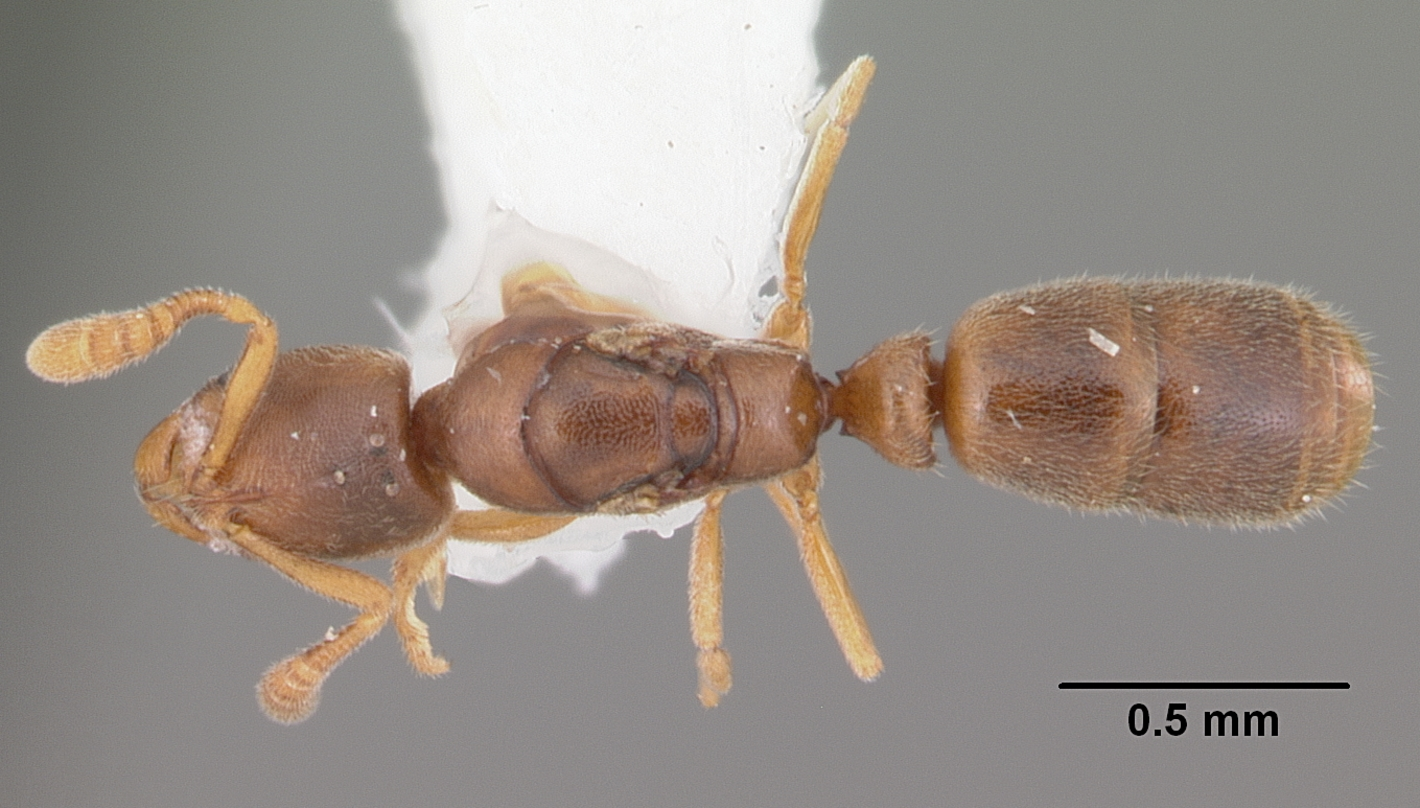
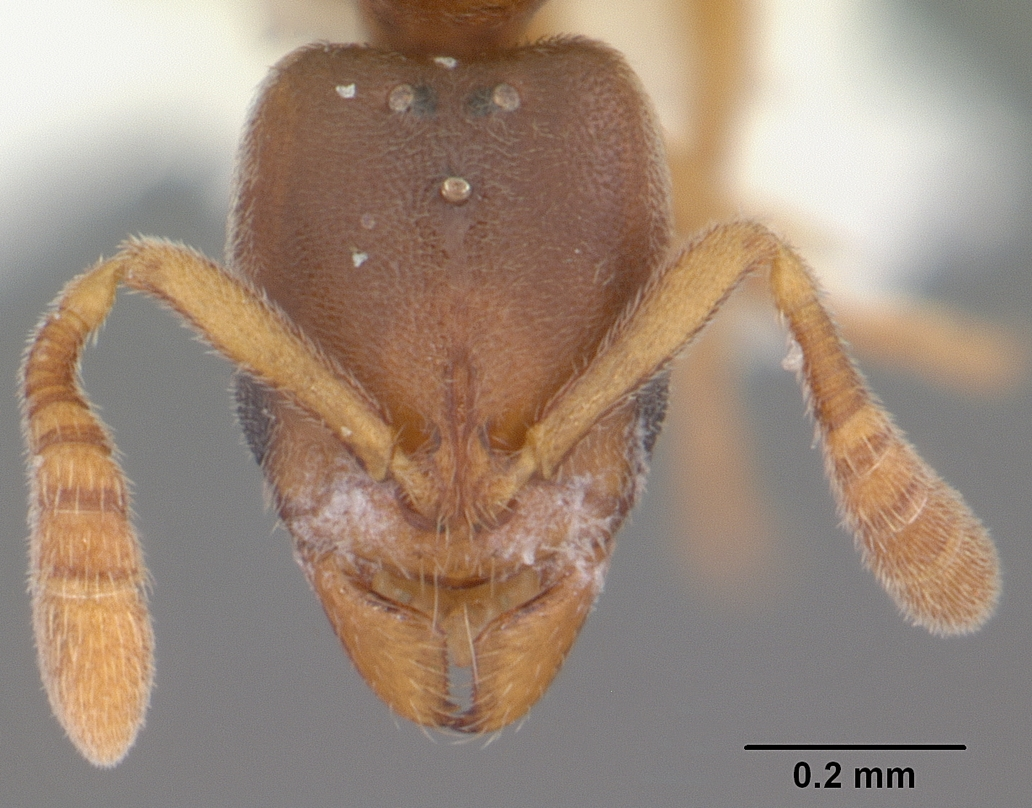
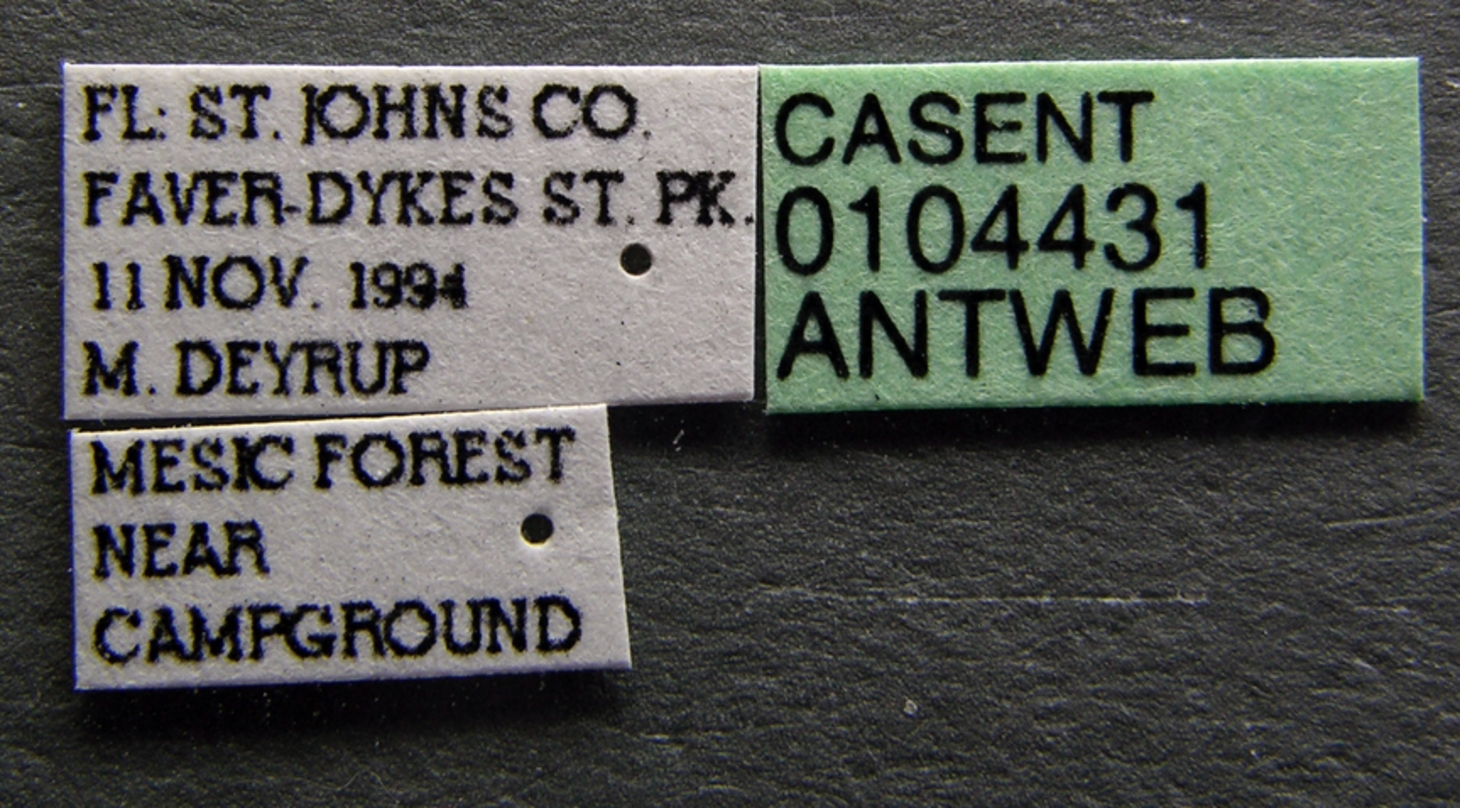
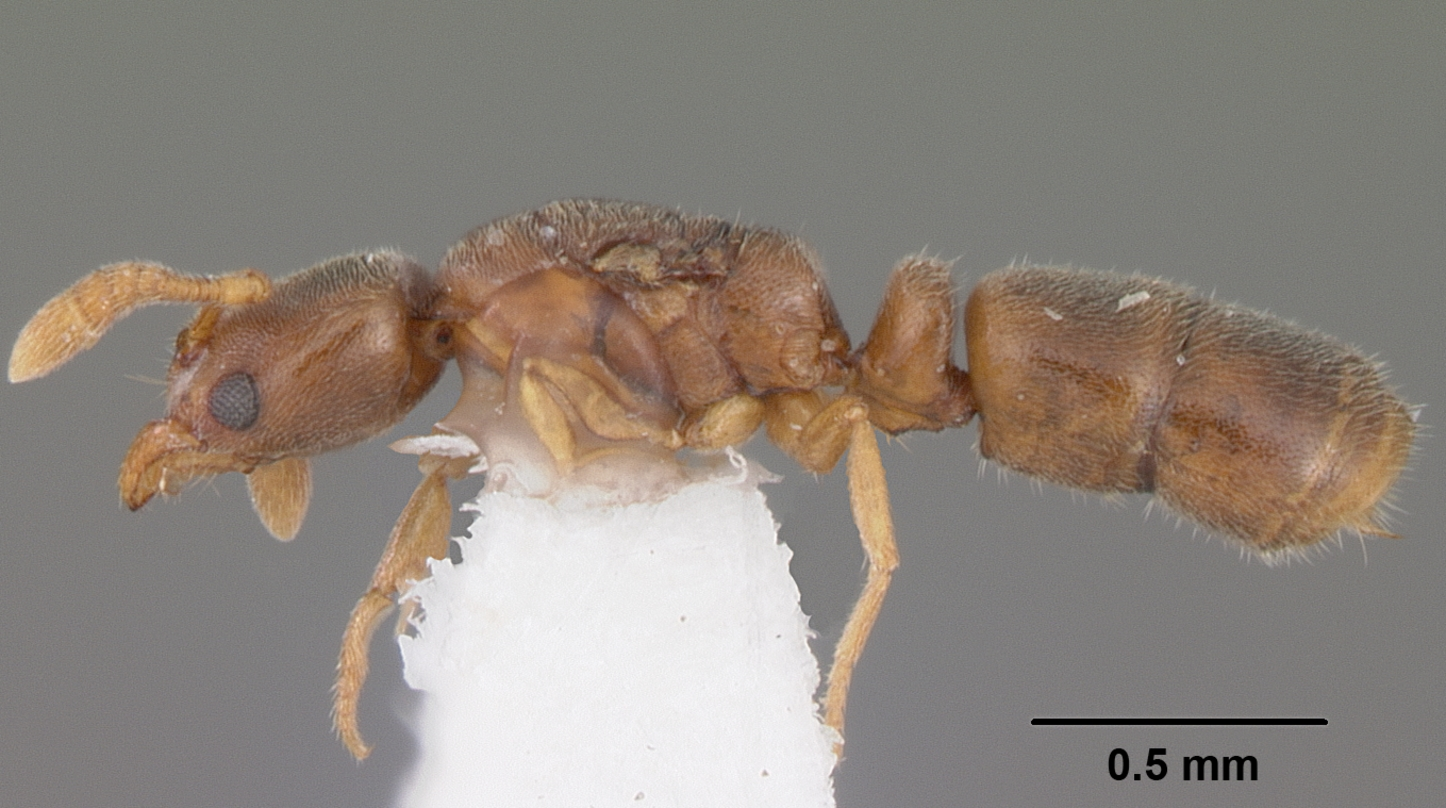
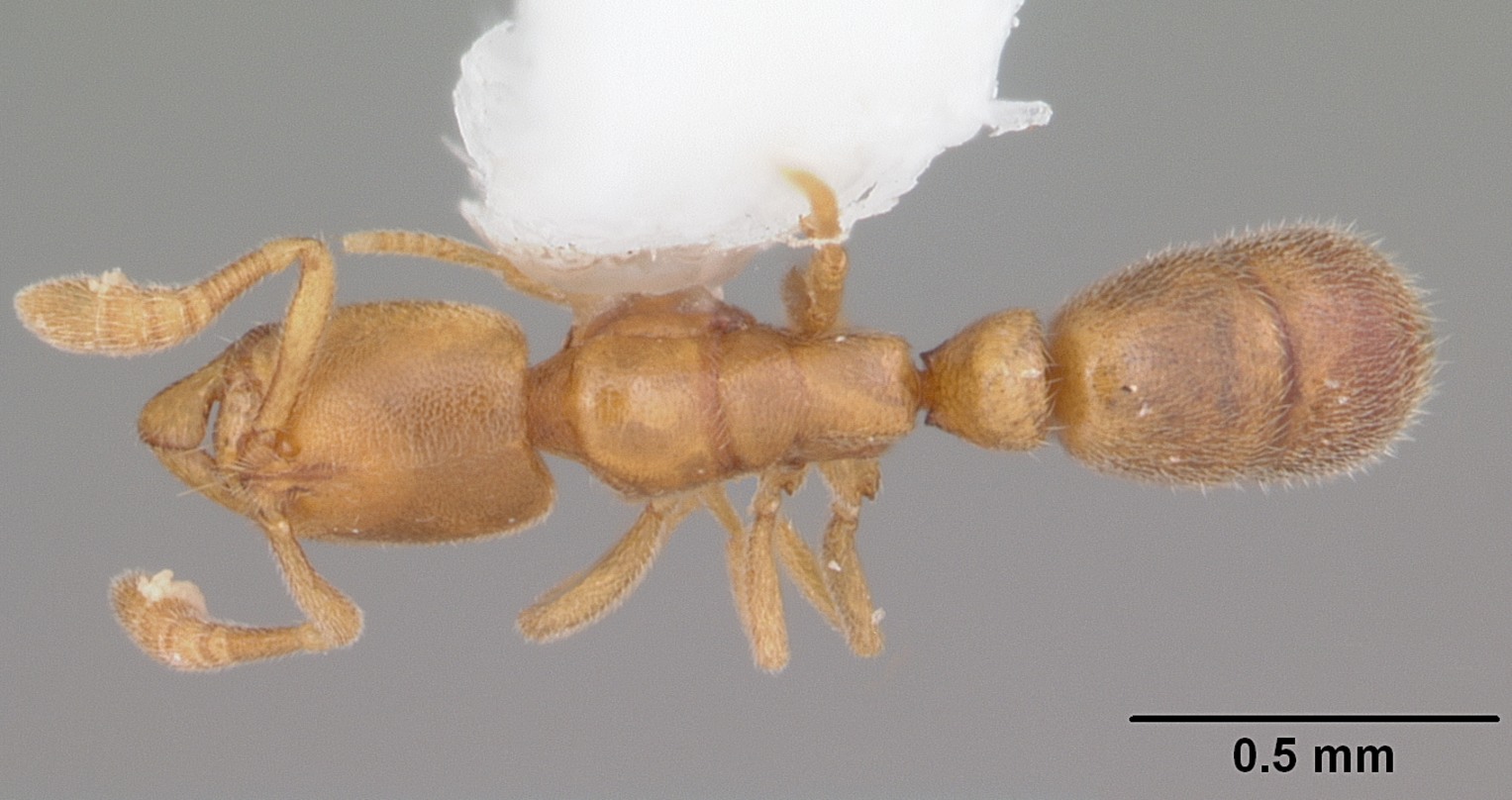
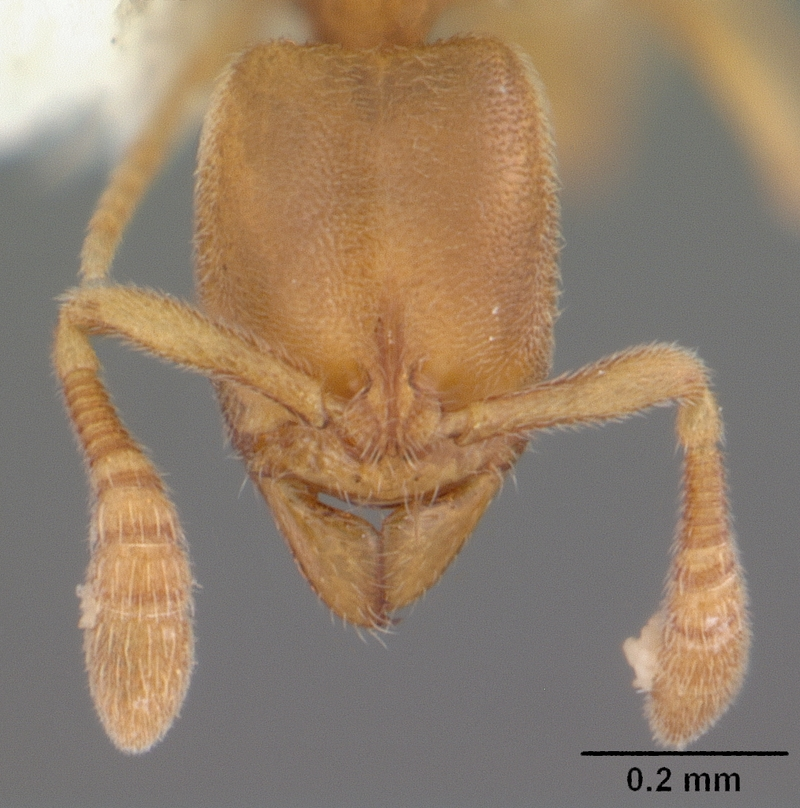